# 로디니아
로디니아(Rodinia, 러시아어: Родина 로디나[*]→고향, 출생지)는 12억 6000만 년 전~9억 년 전, 중원생대와 신원생대 사이에 형성되어 7억 5000만 년 전~6억 3300만 년 전 분열한 초대륙으로, 초대륙을 처음 밝혀낸 1970년 연구에서는 초대륙의 이름을 '판게아 1세'로 불렀으며, 판의 이동 방향을 역추적해 초대륙의 형성 과정을 밝혔던 1990년 연구부터 초대륙을 '로디니아'로 불렀다.
로디니아는 약 12억 3000만 년 전, 20억 년 전~18억 년 전에 있던 초대륙 컬럼비아가 분해된 조각이 모여 형성되었다. 로디니아가 분해되어 생겨난 대륙들은 이후 6억 3300만 년 전~5억 7300만 년 전 판노티아를 형성하였다. 바로 다음 초대륙인 판노티아와 달리, 로디니아가 만들어진 정확한 과정은 아직까지 불명이다.
7억 1700만 년 전~6억 3500만 년 전에 있었던 전지구적 냉각 현상(눈덩이 지구 또는 크라이오제니아기)과, 바로 직후 에디아카라기와 캄브리아기에 있었던 생명체의 급격한 진화는 로디니아의 분열로 인한 것으로 추정하고 있다.

## 지구역학적 해석

### 고지리 복원

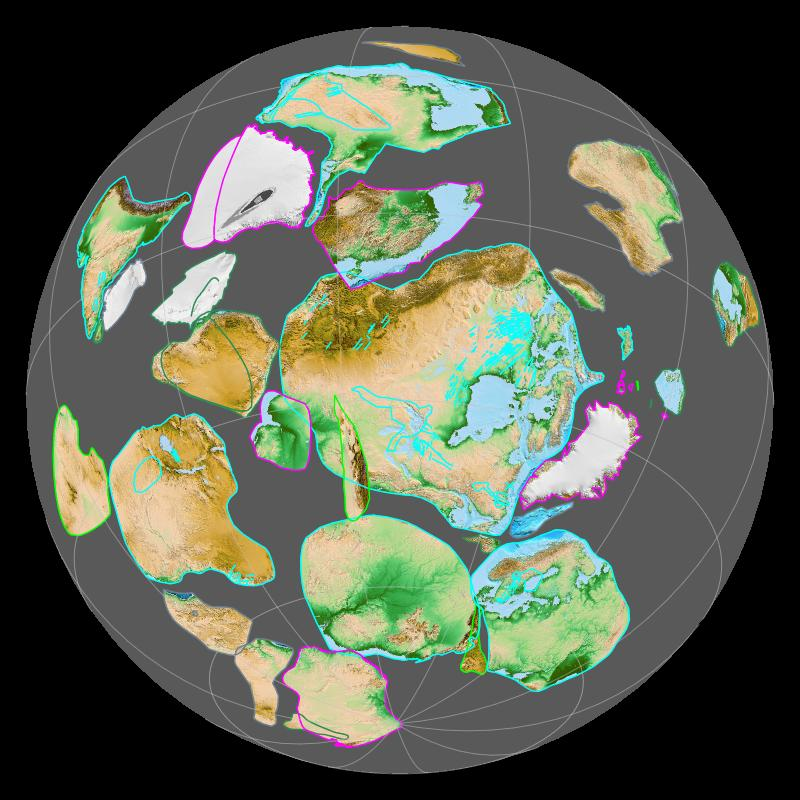
9억 년 전의 로디니아의 복원안.

신원생대 초기의 조산대 흔적이 거의 모든 강괴에 존재한다는 사실이 밝혀진 1970년대부터 이 시기에 초대륙이 존재했을 것이라는 추정이 제기되었으며, 이후부터 조산대 사이의 연관성을 이용해 초대륙에서의 조산대 위치를 추정한 여러 가설이 제기되었다. 로디니아에 있던 조산대 중심이 어떤 모습이었는지는 최근 연구 결과에서 거의 정확히 밝혀졌지만, 현재까지도 연구자에 따라 추정치는 큰 차이를 보인다.
로디니아의 모습을 추정한 연구 대부분에서는 중심부가 로렌시아이고, 남동쪽에 발티카, 아마조니아, 서아프리카 강괴, 남쪽에 리오데라플라타 강괴와 상프란시스쿠 강괴, 남서쪽에 콩고 강괴와 칼라하리 강괴, 북동쪽에 오스트레일리아, 인도, 남극 동부로 둘러싸여 있는 모습을 그린다. 시베리아, 북중국 강괴, 남중국 강괴의 위치는 연구별로 차이가 크게 나타나는데, 대표적인 예시는 다음과 같다.
- SWEAT(Southwestern United States and East Antarctica→미국 남서부 및 남극 동부) 이론: 남극이 로렌시아 남서쪽에 있고 오스트레일리아가 남극 북쪽에 있다.[15]
- AUSWUS(Australia-western US→오스트레일리아-미국 서부) 이론: 오스트레일리아가 로렌시아 서쪽에 있다.
- AUSMEX(Australia-Mexico→오스트레일리아-멕시코) 이론: 오스트레일리아는 로렌시아에 대해 현재의 멕시코 위치에 있다.
- '미싱 링크' 이론: 남중국이 오스트레일리아와 로렌시아 서해안 사이에 있다.[16][17]
- 시베리아가 미국 서부에 붙어 있다는 이론.[18]

로디니아를 형성한 지구역학적 과정은 거의 밝혀지지 않았으며, 로디니아가 분해된 후부터만 자세히 밝혀져 있다. 로디니아는 13억 년 전과 12억 3000만 년 전 사이에 형성되어, 7억 5000만 년 전에 분해된 것으로 추정하고 있다. 로디니아는 초대양 미로비아로 둘러싸여 있는데, 이름은 러시아어로 전 세계를 뜻하는 미로보이(мировой)에서 왔다.
J.D.A. 피퍼는 로디니아가 만들어진 다음 분해된 것이 아니며, 이 기간에는 판노티아라는 한 개의 초대륙이 계속해서 존재한 것이라고 주장하였다. 피퍼는 증거로 8억 2500만 년 전부터 6억 3300만 년 전의 고대 자북극 경로가 한 줄을 이루며, 7억 5000만 년부터 6억 3300만 년까지는 움직이지 않았다는 점을 들었다. 판노티아 가설에 따르면 에디아카라기에 분해가 시작되어, 선캄브리아 시대와 현생누대로 넘어가는 시기 큰 환경 변화가 일어났음을 시사한다. 하지만 판노티아 가설은 고지자기 자료를 잘못 사용했다는 점이 여러 차례 지적되어, 광범위한 비판을 받고 있다.

### 분해
2009년 유네스코의 국제 지학 프로그램 프로젝트 440('로디니아의 조립과 분해')에서는 로디니아가 8억 2500만 년 전과 5억 5500만 년 전, 4단계에 걸쳐서 분해되었다는 결론을 내렸다.
- 로디니아의 분해는 8억 2500만 년 전~8억 년 전 슈퍼플룸이 등장하함으로서 시작되었으며, 이 시기의 영향은 오스트레일리아 남부, 중국 남부, 아라비아-누비아 조산대 등에 남아 있다.
- 8억 년 전~7억 5000만 년 전, 열개작용이 로렌시아와 시베리아로 전파되었다. 인도, 마다가스카르, 콩고-상프란시스쿠 강괴는 아에 초대륙의 일부가 아니었거나, 이 시기에 초대륙에서 분리된 것으로 추정한다.
- 7억 5000만 년 전~7억 년 전, 로디니아 중심부가 적도에 다다랐는데, 이 때 새 마그마 활동이 일어나며 칼라하리 서부, 오스트레일리아 서부, 중국 남부, 타림, 로렌시아 잔여부가 떨어져 나갔다.
- 6억 5000만 년 전~5억 5000만 년 전, 이아페투스해가 열렸고, 브라질리아노해, 아다마스토르해, 모잠비크해가 닫혔다. 결과적으로 곤드와나가 형성되었다.

로디니아 가설에서는 열개작용이 모든 곳에서 동시에 시작된 것이 아니라고 가정한다. 신원생대 초기에 발생한 화산 폭발과 대규모 용암 분출의 흔적은 모든 대륙에서 발견되는데, 시기는 평균적으로 7억 5000만 년 전, 최대는 8억 5000만 년 전~8억 년 전, 현재의 오스트레일리아, 남극 동부, 인도, 콩고, 칼라하리 강괴와, 로렌시아, 발티카, 아마조니아, 서아프리카, 리오데라플라타 강괴 사이에서 열개가 발생하였으며, 열개는 에디아카라기에 아다마스토르해로 발전하였다.
에디아카라기와 캄브리아기 사이인 5억 5000만 년 전, 강괴 일부가 아마조니아, 서아프리카, 리오데라플라타 강괴와 합쳐졌으며, 합쳐진 강괴는 수억 년 동안 안정적으로 유지되다가 곤드와나를 형성하였다.
별개로 에디아카라기 중기인 6억 1000만 년 전, 다른 열개로 인해 이아페투스해가 형성되었으며, 바다 동부는 발티카와 로렌시아 사이, 서부는 아마조니아와 로렌시아 사이에 형성되었다. 강괴 간의 분리와 아프리카 전체의 조산 운동 간의 연관성이 거의 없어 보이기 때문에, 일각에서는 6억 년 전과 5억 5000만 년 전 사이에 초대륙이 형성되었다고 보기도 하는데, 이 초대륙은 판노티아라고 부른다.

## 고기후 및 생명체에 준 영향
이후에 형성된 초대륙과 달리, 로디니아의 땅은 척박하고 황량하였다. 로디니아는 다세포 생물이 육상으로 진출하기 전 형성되었는데, 퇴적암을 분석한 결과에 따르면 로디니아가 형성된 시기에는 오존층도 현재처럼 크지 않았기 때문에 생물체가 육상으로 진출하지 못했었던 것이다. 이와 별개로, 로디니아의 형성은 수중 생물체에 큰 영향을 주었다.
크라이오제니아기에 지구는 대규모 빙기를 겪었으며, 기온은 현재 수준까지 떨어졌었다. 이 시기 로디니아의 대부분은 빙하로 덮여 있었을 것으로 추정하고 있다. 하지만 당시 열개가 일어난 지역은 암석이 상승함에 따라 땅의 고도가 올라가, 온도가 차가워져 계절의 변화에 상관 없이 얼음이 녹지 않아, 빙하가 대량으로 있었던 것처럼 보일 수 있다는 이론도 제기되어 있다.
대륙의 열개로 인해 해저확장이 일어났으며, 이 때 형성되는 해양판은 기존의 해양판보다 온도가 높아 위로 떠오르는데, 이로 인해 해수면이 상승해 수심이 얕은 바다의 수가 늘어났다.
해수면의 면적 자체가 증가함에 따라 물의 증발도 늘어나, 강수량이 증가하며 암석의 풍화도 증가하였다. 18O:16O 동위원소 비율 분석 결과에서는 강수량이 증가함에 따라 온실 기체의 양이 감소해 눈덩이 지구가 발생했을 가능성을 제기하였다.
화산 활동의 증가로 인해 해양의 유기물이 감소하여, 당시 생물체의 진화에 영향을 주었을 가능성도 있다.

## 같이 보기
- 컬럼비아 (초대륙)